# DBC Pierre
Peter Warren Finlay (Adelaide, 1961 –) más néven DBC Pierre, ausztrál író.
Dél-Ausztráliában született, és nagyrészt Mexikóban nőtt fel. Az Ír Köztársaságban élt, és a The Guardian 2020 augusztusában megjelent interjúja szerint jelenleg Cambridgeshire-ben él.

## Pályafutása
Pierre a dél-ausztráliai Old Reynellában született, ahol apja az Adelaide-i Egyetemen tanított genetikát, és kétéves korára már az Egyesült Államokban, a Csendes-óceán déli részén és Nagy-Britanniában tartózkodott. Ezt követően kora gyermekkorától a 20-as éveiig Mexikóváros Jardines del Pedregal közösségében nevelkedett, és az Edron Akadémiára járt.
Pierre-t 2004-ben Alan Yentob vitte el otthonába a BBC Imagine című televíziós sorozata miatt.
A Guardian 2004. szeptember 1-jei cikkében emlékezett meg arról, hogy később sok éven át visszatért Durhambe, általában július második hetében, hogy megnézze a durhami bányászgálát. Hét évesen megbetegedett hepatitisben, és egy évet ágyban kellett töltenie. Miután felépült, szülei a választás előtt álltak, hogy egy évvel lemarad az iskolában, vagy hagyják, hogy az osztályában maradjon, és felzárkózzék. Ők az utóbbit választották. Pierre ezt annak a pillanatnak látja, "amikor minden baj elkezdődött...", mivel ez azt jelentette, hogy összeveszett társaival.
Édesapja, akit egykor a második világháborúban Lancaster bombázó pilótaként tüntettek ki, addigra a Nobel-békedíjas Norman E. Borlaug tudományos partnere volt, Pierre tizenhat éves korában megbetegedett, és három évvel később meghalt.
Pierre állandó mexikói tartózkodása az Egyesült Államok-Mexikó határán, Reynosában ért véget az éjszaka közepén, amikor állítása szerint leállították egy 6 literes sportautó behozatalát. A Sonora-sivatagon keresztül szándékozott autóval eljutni Mexikóvárosba, de Mexikóban akkoriban protekcionista autóipar uralkodott, és a turisták kivételével mindenki számára illegális volt a külföldi járművek behozatala. Pierre-nek sikerült átkelnie az autóval, de a papírjait törölve találta, mire körülbelül 18 órával később Mexikóvárosba ért. Vernon God Little című regénye írja le és teszi híressé a reynosai határátkelőt, csakúgy, mint a közúti utat a határtól.
Azt állítja, hogy a következő évekből kilencet kábítószeres ködben töltött, ami azzal zárult, hogy Ausztráliában tartózkodva végül összeesett. Életének ezt az időszakát egy interjúban írta le az Enough Rope című ausztrál televíziós műsorban Andrew Dentonnal 2006-ban:
Abban az időben volt szerencsém Ausztráliában tartózkodni, mert visszatértem szerencsét próbálni. A támogató hálózat fantasztikus volt. Itt azonnal ott van alattad a biztonsági háló, amit a világ többi részén biztosan nem éltem volna túl. De itt elvittek terápiára, ahol azt mondták, hogy... a rossz pszichológia szorításában voltam, és hogy ez a nyúl soha nem fog kibújni a kalapból, és meg kell szoknom a gondolatot, ez volt az, amire akkoriban szükségem volt.
Húszas évei alatt részt vett egy filmforgatáson, amelynek célja az Azték Birodalom bukásának feltárása, valamint Moctezuma azték császár maradványainak és valószínűleg elveszett kincsének nyomon követése, amelynek holléte továbbra is Mexikó egyik legnagyobb rejtélye.
Az 1990-es években megírta első regényét, amikor a dél-londoni Balhamben élt, majd végül 2001. szeptember 11-én publikációs szerződést kötött a Faber & Faberrel. A következő hetekben az írországi Leitrim megyébe költözött, ahol elkezdett dolgozni a második regényen. A Man Booker-díjat 50 000 font pénzjutalom kíséri. Amikor értesítették a győzelméről, Pierre azt mondta, hogy a pénzt részben a 20-as éveiben felmerült adósságok törlesztésére fordítja, amikor a pszichológiai problémák és a kábítószerrel való visszaélés volt a mozgatórugója. Az írói álnevében szereplő betűk a „piszkos, de tiszta” (Dirty but clean) kifejezést jelentik, utalva korábbi nehézségeire.
2005-ben DBC Pierre újra felkereste ifjúkori Mexikóját, hogy végre feltárja és dokumentálja az aztékok bukását. Ebben a Channel 4 tényfeltáró dokumentumfilmjében újra felkeresi az aztékok hanyatlásról és hódításról szóló epikus történetét. A The Last Aztec, részben történelmi film, részben road movie, 2006-ban került adásba, és Pierre-t mutatja, amint nyomon követi a spanyol hódítók előrenyomulását az azték főváros felé. Felveszi azokat a szálakat is, amelyeket évekkel korábbi, balszerencsés produkciójában szándékozott folytatni, amelynek középpontjában egy otomi kultúra varázslói és boszorkányai állnak egy távoli völgyben, a közép-mexikói Sierra Madre-hegységben.
2007-ben első regényét, a Vernon God Little-t Tanya Ronder adaptálta a londoni színpadra. Rufus Norris rendezte a Young Vicben április 27. és június 9. között. Eddig a művet világszerte több mint 40 országban fordították le, és legalább négy társulat vitte színre.
2009-ben adományozta a "Suddenly Dr Cox" című novellát az Oxfam Ox-Tales projektjének, amely négy brit történetgyűjtemény 38 szerzőtől. Pierre története az Air gyűjteményben jelent meg. Közreműködik a The Triffids Vagabond Holes: David McComb and the Triffids című 2009-es rockéletrajzában is, amelyet Niall Lucy és Chris Coughran ausztrál akadémikusok szerkesztettek.

## Díjai
Pierre 2003-ban megkapta a Man Booker-díjat Vernon God Little című első regényéért, ezzel ő lett a harmadik ausztrál származású író, akit ilyen megtiszteltetés ért. Miután 2003-ban elnyerte a Whitbread First Novel Awardot, ő lett az első író, aki ugyanazért a könyvért Man Booker- és Whitbread-díjat kapott. A könyv 2003-ban a Hay Fesztiválon elnyerte a Bollinger Wodehouse Everyman-díjat is a képregényirodalomért, és James Joyce-díjat kapott a Dublini Egyetem Irodalmi és Történeti Társaságától.

## Kiadott munkái
Regények
- Vernon God Little(wd) (January 2003, Man Booker Prize 2003)
  - Vernon Little, az Isten (XXI. századi komédia a halál árnyékában) – Konkrét Könyvek, Budapest, 2006 · ISBN 9637424180 · fordította: Greskovits Endre
- Ludmila's Broken English(wd) (February 2006)
- Lights Out in Wonderland (September 2010)[25]
- Breakfast with the Borgias  (July 2014)
- Meanwhile in Dopamine City (August 2020)[10]

Non-fiction
- Release the Bats (July 2016)

Novellák
- Suddenly Doctor Cox (May 2009)[26]
- Petit Mal (November 2013)

## Fordítás
- Ez a szócikk részben vagy egészben  a   DBC Pierre című angol Wikipédia-szócikk fordításán alapul.  Az eredeti cikk szerkesztőit annak laptörténete sorolja fel. Ez a jelzés csupán a megfogalmazás eredetét és a szerzői jogokat jelzi, nem szolgál a cikkben szereplő információk forrásmegjelöléseként.